# Crypsiptya mutuuri
Crypsiptya mutuuri is een vlinder uit de familie van de grasmotten (Crambidae). De wetenschappelijke naam van de soort is voor het eerst geldig gepubliceerd in 1979 door Rose & Pajni.